# Littleover
Littleover är en stadsdel i Derby, i distriktet Derby, i grevskapet Derbyshire, i England. Ward hade 15 122 invånare år 2021. Littleover var en civil parish 1866–1968 när blev den en del av Derby och Findern. Civil parish hade 11 867 invånare år 1961. Byn nämndes i Domedagsboken (Domesday Book) år 1086, och kallades då Parva Ufre.